# Бромскирхен
Бромскирхен (нем. Bromskirchen) — община в Германии, в земле Гессен. Подчиняется административному округу Кассель. Входит в состав района Вальдек-Франкенберг.  Население составляет 1909 человек (на 31 декабря 2010 года). Занимает площадь 35,23 км².
Община подразделяется на 5 сельских округов.